# Gora Chebysheva
Gora Chebysheva är ett berg i Antarktis. Det ligger i Östantarktis. Australien gör anspråk på området. Toppen på Gora Chebysheva är 586 meter över havet.
Terrängen runt Gora Chebysheva är huvudsakligen platt.  Trakten är obefolkad. Det finns inga samhällen i närheten.